# Elecciones provinciales de Los Ríos de 2019
Las elecciones provinciales de Los Ríos de 2019 hacen referencia al proceso electoral que se llevó a cabo el 24 de marzo de 2019. Las elecciones provinciales determinaron, por sufragio directo de los electores, las dignidades que encabezarían el consejo provincial por un período de cuatro años comprendidos entre el 2019 y el 2023. Se eligió a un prefecto y viceprefecto en binomio electoral para el período 2019/23.
El ganador fue Johnny Terán quién se desempeñaba como alcalde de Babahoyo, venciendo a Patricio Zambrano y al hermano del prefecto saliente Marco Troya, Juan Carlos Troya.

## Antecedentes
Tras el triunfo de la opción "Sí", en el Referéndum de Ecuador de 2018, la posibilidad de reelección a todas las autoridades de elección popular que hayan hecho uso de su única reelección que la constitución faculta quedó anulada. 
En el año 2015 la Asamblea Nacional de Ecuador aprobó mediante reforma la llamada Reelección Indefinida de todas las autoridades de elección popular, sin embargo, el Alcalde Jaime Nebot ya había dado a conocer su decisión de no participar en una eventual reelección, las reformas aprobadas por la Asamblea Nacional en 2015 automáticamente fueron derogadas luego del triunfo de la opción "Sí", en el Referéndum de Ecuador de 2018.

## Desarrollo

### Etapa preelectoral
La etapa preelectoral corre desde el término de las elecciones presidenciales de Ecuador en 2017, durante la cual se perfilan una serie de precandidatos no oficiales. Los partidos designarán a sus candidatos de manera oficial en el mes de noviembre de 2018 cuando se recepten las inscripciones de candidaturas en el Consejo Nacional Electoral.

#### Controversias
El candidato Galo Lara denunció abiertamente un supuesto fraude electoral por supuesta adulteración en cuanto a la identidad de los presidentes de algunas juntas receptoras del voto y pedía nuevas elecciones.  Dicha denuncia fue respaldada de otros candidatos como Patricio Mendoza.
Gracias a esta denuncia, el Tribunal Contencioso Electoral declaró la nulidad de los escrutinios y dispuso que se vuelvan a validar las actas de Los Ríos, sin embargo; rechazó el pedido de nuevas elecciones de los denunciantes.

## Candidaturas
| Lista | Logo | Partido / Movimiento           | Prefecto                  | Viceprefecto            | Cargos Previos (Prefecto)                        |
| ----- | ---- | ------------------------------ | ------------------------- | ----------------------- | ------------------------------------------------ |
| 3     |      | Partido Sociedad Patriótica    | Galo Lara Yépez           | Vanessa Mosquera Chávez | Asambleísta Provincial de Los Ríos (2009-2013)   |
| 5     |      | Fuerza Compromiso Social       | Humberto Alvarado Espinel | Vanessa Freire Vergara  | Vicealcalde de Quevedo (2014-2018)               |
| 6     |      | Partido Social Cristiano       | Johnny Terán Salcedo      | Jhoa Chong-Qui Cedeño   | Alcalde de Babahoyo (2014-2018)                  |
| 7     |      | Adelante Ecuatoriano Adelante  | María Elena Gómez Verduga | Álex Andino             | Diputada provincial por Los Ríos (1998-2002)     |
| 20    |      | Democracia Sí                  | Héctor Hurtado Soriano    | Thelma Chávez           | Viceministro de Agricultura (2015-2017)          |
| 21 10 |      | Movimiento CREO Fuerza Ecuador | Patricio Mendoza Palma    | Amalia Aguilera Pazmiño | Asambleísta Provincial de Los Ríos (2017 - 2018) |
| 35    |      | Alianza PAÍS                   | Juan Carlos Troya Fuertes | Vanessa Delgado         | Alcalde de Valencia (2009 - 2018)                |

## Resultados

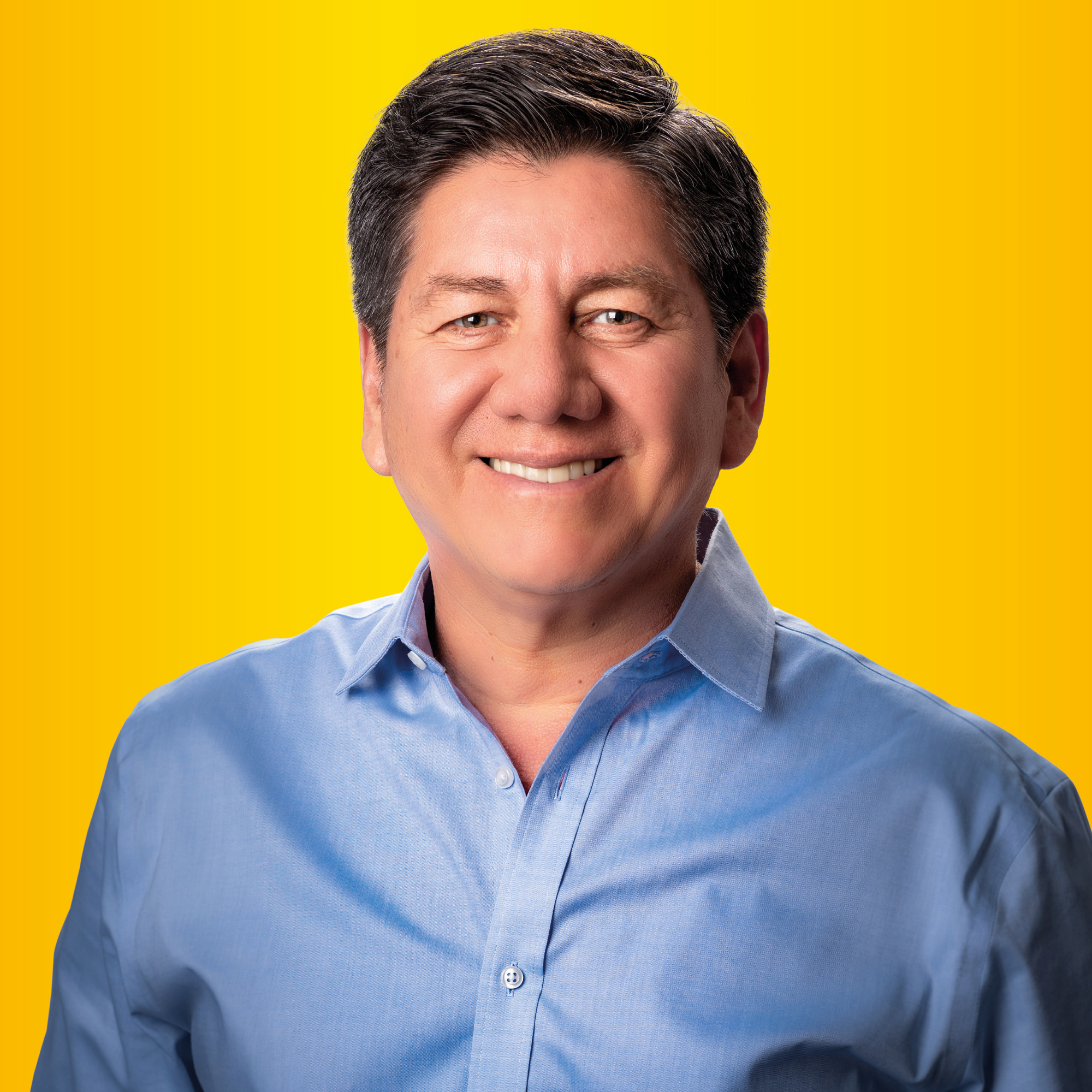
Johnny Terán, Prefecto de Los Ríos electo.

| Lista | Partido o Movimiento           | Candidato         | Votos  | Porcentaje |
| ----- | ------------------------------ | ----------------- | ------ | ---------- |
| 3     | Partido Sociedad Patriótica    | Galo Lara         | 21826  | 4.96%      |
| 5     | Fuerza Compromiso Social       | Humberto Alvarado | 50573  | 11.50%     |
| 6     | Partido Social Cristiano       | Johnny Terán      | 115842 | 26.34%     |
| 7     | Adelante Ecuatoriano Adelante  | María Elena Gómez | 9155   | 2.08%      |
| 20    | Democracia Sí                  | Héctor Hurtado    | 60669  | 13.80%     |
| 21 10 | Movimiento CREO Fuerza Ecuador | Patricio Mendoza  | 106888 | 24.31%     |
| 35    | Alianza PAÍS                   | Juan Carlos Troya | 74819  | 17.01%     |

### Resultado por Cantón
|  | 23.76 % |

|  | 17.75 % |

|  | 33.44 % |

|  | 7.82 % |

|  | 7.51 % |

|  | 9.72 % |

|  | 36.29 % |

|  | 13.82 % |

|  | 8.76 % |

|  | 27.21 % |

|  | 10.27 % |

|  | 3.65 % |

|  | 27.92 % |

|  | 45.78 % |

|  | 12.14 % |

|  | 2.12 % |

|  | 10.12 % |

|  | 1.92 % |

|  | 23.14 % |

|  | 14.07 % |

|  | 23.84 % |

|  | 16.17 % |

|  | 9.63 % |

|  | 13.15 % |

|  | 34.57 % |

|  | 16.38 % |

|  | 12.22 % |

|  | 24.97 % |

|  | 5.11 % |

|  | 6.75 % |

|  | 14.19 % |

|  | 17.93 % |

|  | 20.78 % |

|  | 20.62 % |

|  | 17.37 % |

|  | 9.10 % |

|  | 28.59 % |

|  | 25.60 % |

|  | 20.62 % |

|  | 14.80 % |

|  | 4.87 % |

|  | 5.52 % |

|  | 15.68 % |

|  | 33.15 % |

|  | 19.49 % |

|  | 4.97 % |

|  | 16.70 % |

|  | 10.01 % |

|  | 27.82 % |

|  | 31.82 % |

|  | 15.20 % |

|  | 12.64 % |

|  | 6.59 % |

|  | 5.93 % |

|  | 47.76 % |

|  | 21.23 % |

|  | 25.24 % |

|  | 12.43 % |

|  | 7.77 % |

|  | 6.24 % |

|  | 30.58 % |

|  | 14.92 % |

|  | 33.72 % |

|  | 2.04 % |

|  | 15.08 % |

|  | 3.65 % |

|  | 35.66 % |

|  | 15.54 % |

|  | 15.39 % |

|  | 20.06 % |

|  | 7.29 % |

|  | 6.06 % |

|  | 21.01 % |

|  | 28.82 % |

|  | 9.98 % |

|  | 15.79 % |

|  | 13.22 % |

|  | 11.18 % |